# Kasfjärden
Kasfjärden är en fjärd i Östhammars kommun, Börstil socken, belägen mellan Söderön i väster och bland annat Fälön, Tommasskären och Höggrundet i öster.